# Akodon pervalens
Akodon pervalens és una espècie de mamífer rosegador de la família dels cricètids. És endèmic de Bolívia, on viu a altituds d'entre 900 i 2.100 msnm. Els seus hàbitats naturals són els boscos humits, el Chaco i les valls interandines. Es desconeix si hi ha cap amenaça significativa per a la supervivència d'aquesta espècie. El seu nom específic, pervalens, significa ‘poderós’ en llatí.